# Groupe C du Championnat d'Europe masculin de basket-ball 2022
Le Groupe C du Championnat d'Europe masculin de basket-ball 2022 était composé de l'Italie, la Grèce, la Croatie, l'Ukraine, la Grande-Bretagne et l'Estonie. Les matchs se sont déroulés du 2 au 8 septembre 2022 dans la Mediolanum Forum à Milan, en Italie. Les quatre meilleures équipes se sont qualifiées pour la phase à élimination directe.

## Équipes
| Équipe          | Moyen de qualification     | Date de qualification | Apparition | Dernière apparition | Meilleure performance        | Classement mondial | Classement mondial |
| Équipe          | Moyen de qualification     | Date de qualification | Apparition | Dernière apparition | Meilleure performance        | Mars 2021          | Septembre 2022     |
| --------------- | -------------------------- | --------------------- | ---------- | ------------------- | ---------------------------- | ------------------ | ------------------ |
| Croatie         | Les 3 premiers du Groupe D | 29 novembre 2020      | 14e        | 2017                | 3e place (1993, 1995)        | 14                 | 21                 |
| Estonie         | Les 3 premiers du Groupe B | 22 février 2021       | 6e         | 2015                | 5e place (1937, 1939)        | 47                 | 48                 |
| Grande-Bretagne | Les 2 premiers du Groupe G | 20 février 2021       | 5e         | 2017                | 13e place (2009, 2011, 2013) | 41                 | 45                 |
| Grèce           | Les 3 premiers du Groupe H | 29 novembre 2020      | 28e        | 2017                | Champions (1987, 2005)       | 6                  | 9                  |
| Italie          | Pays hôte                  | 15 juillet 2019       | 38e        | 2017                | Champions (1983, 1999)       | 10                 | 10                 |
| Ukraine         | Les 3 premiers du Groupe F | 30 novembre 2020      | 9e         | 2017                | 6e place (2013)              | 28                 | 32                 |

Notes:
1. ↑  Les classements de mars 2021 ont été utilisés pour le tirage au sort final.

## Classement
| Rang | Équipe          | J | V | P | PP  | PC  | Diff | Pts |
| ---- | --------------- | - | - | - | --- | --- | ---- | --- |
| 1    | Grèce           | 5 | 5 | 0 | 456 | 391 | +65  | 10  |
| 2    | Ukraine         | 5 | 3 | 2 | 412 | 396 | +16  | 8   |
| 3    | Croatie         | 5 | 3 | 2 | 410 | 390 | +20  | 8   |
| 4    | Italie H        | 5 | 3 | 2 | 408 | 363 | +45  | 8   |
| 5    | Estonie         | 5 | 1 | 4 | 368 | 382 | -14  | 6   |
| 6    | Grande-Bretagne | 5 | 0 | 5 | 321 | 453 | -132 | 5   |

Source: FIBA
En cas d'égalité de points de plusieurs équipes à l'issue des matchs de poule, les critères suivants sont appliqués dans l'ordre indiqué pour établir leur classement:
1. Points de chaque équipe,
2. Face-à-face,
3. Différence de points,
4. Points pour.

Notes:
1. 1 2 3  Italie 3 pts, -6 diff; Croatie 3 pts, +6 diff; Ukraine 3 pts, 0 diff

## Matchs
Toutes les heures correspondent à l'Heure d'été d'Europe centrale (UTC+2).

### Ukraine - Grande-Bretagne
| 2 septembre 2022 14h15 | Rapport | Ukraine                                            | 90-61                               | Grande-Bretagne                             |  | Mediolanum Forum, Milan Affluence : 2 596 Arbitres : Zafer Yılmaz Zdravko Rutešić Paulo Marques |
| 2 septembre 2022 14h15 | Rapport | Score par quart-temps : 22-17, 20-15, 24-12, 24-17 |                                     |                                             |  | Mediolanum Forum, Milan Affluence : 2 596 Arbitres : Zafer Yılmaz Zdravko Rutešić Paulo Marques |
| 2 septembre 2022 14h15 | Rapport | Score par mi-temps : 42-32, 48-29                  |                                     |                                             |  | Mediolanum Forum, Milan Affluence : 2 596 Arbitres : Zafer Yılmaz Zdravko Rutešić Paulo Marques |
| 2 septembre 2022 14h15 | Rapport | Mykhaïliouk, 17 Len, 6 Bliznyuk, 5 Mykhaïliouk, 21 | Points Rebonds Passes d. Évaluation | Nelson, 16 Olaseni, 9 Nelson, 5 Olaseni, 14 |  | Mediolanum Forum, Milan Affluence : 2 596 Arbitres : Zafer Yılmaz Zdravko Rutešić Paulo Marques |

### Grèce - Croatie
| 2 septembre 2022 17h00 | Rapport | Grèce                                                                              | 89-85                               | Croatie                                 |  | Mediolanum Forum, Milan Affluence : 6 844 Arbitres : Luis Castillo Yohan Rosso Martin Horozov |
| 2 septembre 2022 17h00 | Rapport | Score par quart-temps : 24-16, 22-14, 24-32, 19-23                                 |                                     |                                         |  | Mediolanum Forum, Milan Affluence : 6 844 Arbitres : Luis Castillo Yohan Rosso Martin Horozov |
| 2 septembre 2022 17h00 | Rapport | Score par mi-temps : 46-30, 43-55                                                  |                                     |                                         |  | Mediolanum Forum, Milan Affluence : 6 844 Arbitres : Luis Castillo Yohan Rosso Martin Horozov |
| 2 septembre 2022 17h00 | Rapport | G. Antetokoúnmpo, 27 G. Antetokoúnmpo, 11 G. Antetokoúnmpo, 6 G. Antetokoúnmpo, 30 | Points Rebonds Passes d. Évaluation | Smith, 23 Hezonja, 8 Smith, 4 Smith, 26 |  | Mediolanum Forum, Milan Affluence : 6 844 Arbitres : Luis Castillo Yohan Rosso Martin Horozov |

### Italie - Estonie
| 2 septembre 2022 21h00 | Rapport | Italie                                             | 83-62                               | Estonie                                    |  | Mediolanum Forum, Milan Affluence : 10 864 Arbitres : Nicolas Maestre Carsten Straube Radomir Vojinović |
| 2 septembre 2022 21h00 | Rapport | Score par quart-temps : 21-18, 31-15, 17-19, 14-10 |                                     |                                            |  | Mediolanum Forum, Milan Affluence : 10 864 Arbitres : Nicolas Maestre Carsten Straube Radomir Vojinović |
| 2 septembre 2022 21h00 | Rapport | Score par mi-temps : 52-33, 31-29                  |                                     |                                            |  | Mediolanum Forum, Milan Affluence : 10 864 Arbitres : Nicolas Maestre Carsten Straube Radomir Vojinović |
| 2 septembre 2022 21h00 | Rapport | Fontecchio, 19 Polonara, 11 Spissu, 6 Polonara, 27 | Points Rebonds Passes d. Évaluation | Kriisa, 20 Jõesaar, 4 Kriisa, 6 Kriisa, 20 |  | Mediolanum Forum, Milan Affluence : 10 864 Arbitres : Nicolas Maestre Carsten Straube Radomir Vojinović |

### Croatie - Grande-Bretagne
| 3 septembre 2022 14h15 | Rapport | Croatie                                           | 86-65                               | Grande-Bretagne                         |  | Mediolanum Forum, Milan Affluence : 2 373 Arbitres : Geert Jacobs Martin Horozov Paulo Marques |
| 3 septembre 2022 14h15 | Rapport | Score par quart-temps : 20-17, 17-14, 35-9, 14-25 |                                     |                                         |  | Mediolanum Forum, Milan Affluence : 2 373 Arbitres : Geert Jacobs Martin Horozov Paulo Marques |
| 3 septembre 2022 14h15 | Rapport | Score par mi-temps : 37-31, 49-34                 |                                     |                                         |  | Mediolanum Forum, Milan Affluence : 2 373 Arbitres : Geert Jacobs Martin Horozov Paulo Marques |
| 3 septembre 2022 14h15 | Rapport | Šarić, 15 Hezonja, 10 Smith, 6 Šarić, 21          | Points Rebonds Passes d. Évaluation | Hesson, 18 Soko, 7 Nelson, 6 Hesson, 14 |  | Mediolanum Forum, Milan Affluence : 2 373 Arbitres : Geert Jacobs Martin Horozov Paulo Marques |

### Ukraine - Estonie
| 3 septembre 2022 17h00 | Rapport | Ukraine                                                | 74-73                               | Estonie                                   |  | Mediolanum Forum, Milan Affluence : 4 418 Arbitres : Nicolas Maestre Zafer Yılmaz Viola Györgyi |
| 3 septembre 2022 17h00 | Rapport | Score par quart-temps : 15-21, 18-14, 23-26, 18-12     |                                     |                                           |  | Mediolanum Forum, Milan Affluence : 4 418 Arbitres : Nicolas Maestre Zafer Yılmaz Viola Györgyi |
| 3 septembre 2022 17h00 | Rapport | Score par mi-temps : 33-35, 41-38                      |                                     |                                           |  | Mediolanum Forum, Milan Affluence : 4 418 Arbitres : Nicolas Maestre Zafer Yılmaz Viola Györgyi |
| 3 septembre 2022 17h00 | Rapport | Mykhaïliouk, 18 Bliznyuk, 9 Sydorov, 4 Mykhaïliouk, 20 | Points Rebonds Passes d. Évaluation | Kostar, 17 Kostar, 9 Kriisa, 8 Kostar, 19 |  | Mediolanum Forum, Milan Affluence : 4 418 Arbitres : Nicolas Maestre Zafer Yılmaz Viola Györgyi |

### Italie - Grèce
| 3 septembre 2022 21h00 | Rapport | Italie                                               | 81-85                               | Grèce                                                             |  | Mediolanum Forum, Milan Affluence : 11 742 Arbitres : Luis Castillo Yohan Rosso Radomir Vojinović |
| 3 septembre 2022 21h00 | Rapport | Score par quart-temps : 17-23, 23-24, 17-24, 24-14   |                                     |                                                                   |  | Mediolanum Forum, Milan Affluence : 11 742 Arbitres : Luis Castillo Yohan Rosso Radomir Vojinović |
| 3 septembre 2022 21h00 | Rapport | Score par mi-temps : 40-47, 41-38                    |                                     |                                                                   |  | Mediolanum Forum, Milan Affluence : 11 742 Arbitres : Luis Castillo Yohan Rosso Radomir Vojinović |
| 3 septembre 2022 21h00 | Rapport | Fontecchio, 26 Polonara, 10 Spissu, 6 Fontecchio, 23 | Points Rebonds Passes d. Évaluation | Antetokoúnmpo, 25 Antetokoúnmpo, 11 Calathes, 4 Antetokoúnmpo, 31 |  | Mediolanum Forum, Milan Affluence : 11 742 Arbitres : Luis Castillo Yohan Rosso Radomir Vojinović |

### Croatie - Estonie
| 5 septembre 2022 14h15 | Rapport | Croatie                                            | 73-70                               | Estonie                                    |  | Mediolanum Forum, Milan Affluence : 2 972 Arbitres : Carsten Straube Zafer Yılmaz Paulo Marques |
| 5 septembre 2022 14h15 | Rapport | Score par quart-temps : 20-16, 13-13, 20-19, 20-22 |                                     |                                            |  | Mediolanum Forum, Milan Affluence : 2 972 Arbitres : Carsten Straube Zafer Yılmaz Paulo Marques |
| 5 septembre 2022 14h15 | Rapport | Score par mi-temps : 33-29, 40-41                  |                                     |                                            |  | Mediolanum Forum, Milan Affluence : 2 972 Arbitres : Carsten Straube Zafer Yılmaz Paulo Marques |
| 5 septembre 2022 14h15 | Rapport | Matković, 17 Šarić, 12 Smith, 7 Šarić, 21          | Points Rebonds Passes d. Évaluation | Kostar, 18 Drell, 7 Kullamäe, 5 Kostar, 19 |  | Mediolanum Forum, Milan Affluence : 2 972 Arbitres : Carsten Straube Zafer Yılmaz Paulo Marques |

### Grèce - Grande-Bretagne
| 5 septembre 2022 17h00 | Rapport | Grèce                                              | 93-77                               | Grande-Bretagne                               |  | Mediolanum Forum, Milan Affluence : 4 963 Arbitres : Yohan Rosso Geert Jacobs Viola Györgyi |
| 5 septembre 2022 17h00 | Rapport | Score par quart-temps : 24-17, 22-26, 25-17, 22-17 |                                     |                                               |  | Mediolanum Forum, Milan Affluence : 4 963 Arbitres : Yohan Rosso Geert Jacobs Viola Györgyi |
| 5 septembre 2022 17h00 | Rapport | Score par mi-temps : 46-43, 47-34                  |                                     |                                               |  | Mediolanum Forum, Milan Affluence : 4 963 Arbitres : Yohan Rosso Geert Jacobs Viola Györgyi |
| 5 septembre 2022 17h00 | Rapport | Sloúkas, 21 Papanikoláou, 7 Sloúkas, 5 Sloúkas, 25 | Points Rebonds Passes d. Évaluation | Nelson, 17 Olaseni, 11 Wheatle, 5 Olaseni, 18 |  | Mediolanum Forum, Milan Affluence : 4 963 Arbitres : Yohan Rosso Geert Jacobs Viola Györgyi |

### Italie - Ukraine
| 5 septembre 2022 21h00 | Rapport | Italie                                             | 73-84                               | Ukraine                                             |  | Mediolanum Forum, Milan Affluence : 6 800 Arbitres : Luis Castillo Zdravko Rutešić Martin Horozov |
| 5 septembre 2022 21h00 | Rapport | Score par quart-temps : 21-16, 21-22, 15-19, 16-27 |                                     |                                                     |  | Mediolanum Forum, Milan Affluence : 6 800 Arbitres : Luis Castillo Zdravko Rutešić Martin Horozov |
| 5 septembre 2022 21h00 | Rapport | Score par mi-temps : 42-38, 31-46                  |                                     |                                                     |  | Mediolanum Forum, Milan Affluence : 6 800 Arbitres : Luis Castillo Zdravko Rutešić Martin Horozov |
| 5 septembre 2022 21h00 | Rapport | Polonara, 17 Polonara, 7 Spissu, 3 Polonara, 18    | Points Rebonds Passes d. Évaluation | Mykhaïliouk, 25 Len, 11 Bliznyuk, 6 Mykhaïliouk, 23 |  | Mediolanum Forum, Milan Affluence : 6 800 Arbitres : Luis Castillo Zdravko Rutešić Martin Horozov |

### Grande-Bretagne - Estonie
| 6 septembre 2022 14h15 | Rapport | Grande-Bretagne                                   | 62-94                               | Estonie                                  |  | Mediolanum Forum, Milan Affluence : 5 422 Arbitres : Zdravko Rutesić Radomir Vojinović Geert Jacobs |
| 6 septembre 2022 14h15 | Rapport | Score par quart-temps : 18-24, 18-25, 17-29, 9-16 |                                     |                                          |  | Mediolanum Forum, Milan Affluence : 5 422 Arbitres : Zdravko Rutesić Radomir Vojinović Geert Jacobs |
| 6 septembre 2022 14h15 | Rapport | Score par mi-temps : 36-49, 26-45                 |                                     |                                          |  | Mediolanum Forum, Milan Affluence : 5 422 Arbitres : Zdravko Rutesić Radomir Vojinović Geert Jacobs |
| 6 septembre 2022 14h15 | Rapport | Hesson, 14 Wheatle, 11 Nelson, 6 Wheatle, 19      | Points Rebonds Passes d. Évaluation | Drell, 20 Kotsar, 8 Kriisa, 7 Kotsar, 22 |  | Mediolanum Forum, Milan Affluence : 5 422 Arbitres : Zdravko Rutesić Radomir Vojinović Geert Jacobs |

### Grèce - Ukraine
| 6 septembre 2022 17h00 | Rapport | Grèce                                                            | 99-79                               | Ukraine                           |  | Mediolanum Forum, Milan Affluence : 5 484 Arbitres : Luis Castillo Nicolas Maestre Carsten Straube |
| 6 septembre 2022 17h00 | Rapport | Score par quart-temps : 23-20, 16-26, 32-11, 28-22               |                                     |                                   |  | Mediolanum Forum, Milan Affluence : 5 484 Arbitres : Luis Castillo Nicolas Maestre Carsten Straube |
| 6 septembre 2022 17h00 | Rapport | Score par mi-temps : 39-46, 60-33                                |                                     |                                   |  | Mediolanum Forum, Milan Affluence : 5 484 Arbitres : Luis Castillo Nicolas Maestre Carsten Straube |
| 6 septembre 2022 17h00 | Rapport | Antetokoúnmpo, 41 Antetokoúnmpo, 9 Calathes, 7 Antetokoúnmpo, 43 | Points Rebonds Passes d. Évaluation | Sanon, 16 Len, 8 Sanon, 4 Len, 16 |  | Mediolanum Forum, Milan Affluence : 5 484 Arbitres : Luis Castillo Nicolas Maestre Carsten Straube |

### Italie - Croatie
| 6 septembre 2022 21h00 | Rapport | Italie                                             | 81-76                               | Croatie                                            |  | Mediolanum Forum, Milan Affluence : 11 745 Arbitres : Yohan Rosso Zafer Yılmaz Paulo Marques |
| 6 septembre 2022 21h00 | Rapport | Score par quart-temps : 22-17, 20-17, 13-25, 26-17 |                                     |                                                    |  | Mediolanum Forum, Milan Affluence : 11 745 Arbitres : Yohan Rosso Zafer Yılmaz Paulo Marques |
| 6 septembre 2022 21h00 | Rapport | Score par mi-temps : 42-34, 39-42                  |                                     |                                                    |  | Mediolanum Forum, Milan Affluence : 11 745 Arbitres : Yohan Rosso Zafer Yılmaz Paulo Marques |
| 6 septembre 2022 21h00 | Rapport | Melli, 19 Melli, 5 Spissu, 6 Melli, 19             | Points Rebonds Passes d. Évaluation | Bogdanović, 27 Hezonja, 10 Smith, 4 Bogdanović, 24 |  | Mediolanum Forum, Milan Affluence : 11 745 Arbitres : Yohan Rosso Zafer Yılmaz Paulo Marques |

### Croatie - Ukraine
| 8 septembre 2022 14h15 | Rapport | Croatie                                            | 90-85                               | Ukraine                                     |  | Mediolanum Forum, Milan Affluence : 2 753 Arbitres : Luis Castillo Nicolas Maestre Zafer Yilmaz |
| 8 septembre 2022 14h15 | Rapport | Score par quart-temps : 21-21, 24-21, 22-25, 23-18 |                                     |                                             |  | Mediolanum Forum, Milan Affluence : 2 753 Arbitres : Luis Castillo Nicolas Maestre Zafer Yilmaz |
| 8 septembre 2022 14h15 | Rapport | Score par mi-temps : 45-42, 45-43                  |                                     |                                             |  | Mediolanum Forum, Milan Affluence : 2 753 Arbitres : Luis Castillo Nicolas Maestre Zafer Yilmaz |
| 8 septembre 2022 14h15 | Rapport | Bogdanović, 27 Zubac, 8 Mavra, 4 Bogdanović, 28    | Points Rebonds Passes d. Évaluation | Gerun, 21 Blinzyuk, 8 Blinzyuk, 4 Gerun, 27 |  | Mediolanum Forum, Milan Affluence : 2 753 Arbitres : Luis Castillo Nicolas Maestre Zafer Yilmaz |

### Grèce - Estonie
| 8 septembre 2022 17h00 | Rapport | Grèce                                                                 | 90-69                               | Estonie                              |  | Mediolanum Forum, Milan Affluence : 4 852 Arbitres : Yohan Rosso Carsten Straube Viola Györgyi |
| 8 septembre 2022 17h00 | Rapport | Score par quart-temps : 27-21, 24-15, 26-13, 13-20                    |                                     |                                      |  | Mediolanum Forum, Milan Affluence : 4 852 Arbitres : Yohan Rosso Carsten Straube Viola Györgyi |
| 8 septembre 2022 17h00 | Rapport | Score par mi-temps : 51-36, 39-33                                     |                                     |                                      |  | Mediolanum Forum, Milan Affluence : 4 852 Arbitres : Yohan Rosso Carsten Straube Viola Györgyi |
| 8 septembre 2022 17h00 | Rapport | Antetokoúnmpo, 25 Antetokoúnmpo, 5 Antetokoúnmpo, 4 Antetokoúnmpo, 31 | Points Rebonds Passes d. Évaluation | Vene, 19 Drell, 9 Kriisa, 4 Vene, 17 |  | Mediolanum Forum, Milan Affluence : 4 852 Arbitres : Yohan Rosso Carsten Straube Viola Györgyi |

### Italie - Grande-Bretagne
| 8 septembre 2022 21h00 | Rapport | Italie                                            | 90-56                               | Grande-Bretagne                              |  | Mediolanum Forum, Milan Affluence : 7 232 Arbitres : Radomir Vojinovic Geert Jacobs Paulo Marques |
| 8 septembre 2022 21h00 | Rapport | Score par quart-temps : 29-20, 18-17, 20-17, 23-2 |                                     |                                              |  | Mediolanum Forum, Milan Affluence : 7 232 Arbitres : Radomir Vojinovic Geert Jacobs Paulo Marques |
| 8 septembre 2022 21h00 | Rapport | Score par mi-temps : 47-37, 43-19                 |                                     |                                              |  | Mediolanum Forum, Milan Affluence : 7 232 Arbitres : Radomir Vojinovic Geert Jacobs Paulo Marques |
| 8 septembre 2022 21h00 | Rapport | Fontecchio, 18 Ricci, 8 Pajola, 5 Fontecchio, 26  | Points Rebonds Passes d. Évaluation | Hesson, 18 Wheatle, 7 Wheatle, 3 Wheatle, 17 |  | Mediolanum Forum, Milan Affluence : 7 232 Arbitres : Radomir Vojinovic Geert Jacobs Paulo Marques |